# Vedere (Ca orice ființă transparentă)
Vedere, având ca prim vers Ca orice ființă transparentă, respectiv precizarea „Se dedică lui Viorel Padina”, este o poezie de Nichita Stănescu din volumul Operele imperfecte, apărut în 1979.